# Tour de France (émission de télévision)
Pour les articles homonymes, voir Tour de France (homonymie).
Tour de France (en russe : Тур де Франс) est une série documentaire en treize épisodes, réalisée par l'équipe de tournage de Vladimir Pozner, et présentée par ce dernier en compagnie d'Ivan Ourgant. Après L'Amérique de plain-pied consacré aux États-Unis, Tour de France, comme son nom l'indique, est consacré à la France, sa culture, sa géographie, son architecture, sa gastronomie, et, son Art de Vivre.
Le tournage s'est déroulé à l'été et l'automne 2009. Un premier pilote est diffusé le 13 juillet 2010, avant une programmation hebdomadaire, du 5 septembre 2010 au 26 janvier 2011.

## Sujet
Contrairement à L'Amérique de plain-pied, dont le concept est de marcher dans les pas d'illustres prédécesseurs - en l'occurrence les deux auteurs satiriques Ilf et Petrov, envoyés aux États-Unis après la crise de 1929 - l'émission Tour de France est le prétexte à une grande virée des deux présentateurs vedettes, à la redécouverte de la culture française. Les deux présentateurs parcourent ainsi la France en voiture, à vélo, en hélicoptère, de Paris jusqu'aux coins les plus reculés et pittoresques de la France provinciale. Ils sont accompagnés d'un guide dans quelques épisodes.
Le voyage débute dans la capitale française, Paris, avant de descendre sur la riviera et la Côte d'Azur, pour finalement remonter au nord. Les deux voyageurs nous font découvrir les villes et villages traversés, présentant séparément les aspects les plus intéressants d'un lieu, et partant à la rencontre de personnes connues ou inconnues, pas toutes françaises, notamment parmi la population émigrée vivant en France.
Généralement de nouvelles villes sont présentées à chaque émission, avec leurs particularités culturelles, les attractions locales, et en mentionnant les facteurs qui font que la vie y est agréable. Les présentateurs interrogent les gens du pays, assistent aux fêtes ou événements locaux, demandent leur opinion aux autochtones, posent des questions suggestives, prétextes à comparaison entre la vie en France et en Russie.

## Concept de l'émission et principale question
Le concept de l'émission est de faire découvrir au public russe la France contemporaine, présentée par ceux-là mêmes qui y vivent.
La question qui revient invariablement est : "Qu'est-ce que «L'Art de Vivre»?", "что такое «L'Art de Vivre» — «Искусство Жить (по-французски)»?"

## Présentateurs
- Vladimir Pozner, journaliste russe
- Ivan Ourgant, journaliste et acteur russe

## Diffusion
Une émission pilote est diffusée à l'occasion de la « Semaine française » le 13 juillet 2010, sur la Première chaine. La première de l'émission a lieu le dimanche 5 septembre 2010, toujours sur la Première chaine.

### Programmation
| n° | Date de programmation          | Où | Sujet | Sur YouTube |
| -- | ------------------------------ | --- | --- | ----------- |
| 01 | 13 juillet 2010                | France | Montage des 13 épisodes de la série |             |
| 02 | 5 septembre 2010               | Paris | |             |
| 03 | 12 septembre 2010              | Reims Nancy Évian-les-Bains Bourgogne | Usine d'embouteillage des eaux d'Évian. |             |
| 04 | 19 septembre 2010              | Lyon Annonay | Soie et tisserands de Lyon. Les frères Montgolfier. |             |
| 05 | 26 septembre 2010              | Occitanie Fort Queyras Digne-les-Bains Grasse | |             |
| 06 | 3 octobre 2010                 | Cannes Nice Saint-Tropez | Le cinéma français. Le Festival de Cannes. Entretien avec Sophie Marceau et Jean Reno. |             |
| 07 | 10 octobre 2010                | Biot Arles Saint-Rémy-de-Provence Avignon | Arts et artisanats |             |
| 08 | 17 octobre 2010                | Toulon Marseille Saintes-Maries-de-la-Mer | |             |
| 09 | 10 novembre 2010               | Toulouse Armagnac Auch Condom | Usine d'assemblage de l'A380 à Toulouse. Statue de d'Artagnan à Auch, capitale historique de la Gascogne. Rencontre avec Marek Halter. La compagnie des Mousquetaires d'Armagnac à Condom. |             |
| 10 | 17 novembre 2010               | Lourdes Oloron-Sainte-Marie Bayonne Biarritz | Garburade d'Oloron-Sainte-Marie. | [ 1 ]       |
| 11 | 24 novembre 2010               | Le Cap Ferret Le Médoc Le Périgord Cahors | Randonnée gastronomique et tournée des vignobles. Marathon du Médoc. Foie gras et truffes noires du Périgord.                                                                              | [ 1 ]       |
| 12 | 1er décembre 2010 (1re partie) | Limoges Vichy Angoulême Cognac La Rochelle | |             |
| 12 | 1er décembre 2010 (2e partie)  | Les Châteaux de la Loire Chenonceau Amboise Dinan La Bretagne La Normandie Le Mont-Saint-Michel La Hague Livarot Neufchâtel-en-Bray Pont-l'Évêque Camembert | Les fromages : le Livarot, le Neufchâtel, le Pont-l'évêque, le Camembert |             |
| 13 | 26 janvier 2011                | Paris | Dernière émission | [ 1 ]       |